# Jana Burčeska
Jana Burčeska (født 6. juli 1993) er en makedonsk sangerinde som repræsenterede Makedonien ved Eurovision Song Contest 2017 med sangen "Dance Alone". Hun opnåede en 15. plads i semifinale 2, og derfor kvalificerede hun sig ikke til finalen.